# Corso Porta Reno
Corso Porta Reno a Ferrara è una via che ha origini medievali. Tra i monumenti più significativi che vi si affacciano ci sono la chiesa di San Paolo e la torre dei Leuti. Rappresenta l'asse principale d'accesso al centro cittadino da sud, dopo aver varcato Porta Paola e passando per piazza del Travaglio. Si affianca in questa funzione alla vicina e parallela via San Romano che tuttavia è pedonale e stretta dai suoi portici storici ancora quasi intatti.

## Storia
La zona interessata dalla via inizia con porta Paola. Attorno al 1222 Salinguerra II Torelli, che era in lotta con Azzo VII d'Este per il predominio cittadino, attraverso questo passaggio riuscì a far fuggire l'estense da Ferrara. Gli Este così sino al 1242 persero la signoria di Ferrara. Il Salinguerra intanto, nel 1240, venne attirato con un inganno fuori dalla città, fatto prigioniero e portato a Venezia, facendo perdere per sempre alla sua famiglia la possibilità di ritornare al potere.
Nel 1502 giunse al borgo di San Luca in bucintoro la sposa di Alfonso I d'Este Lucrezia Borgia ed entrò per la prima volta in città attraverso porta Paola.

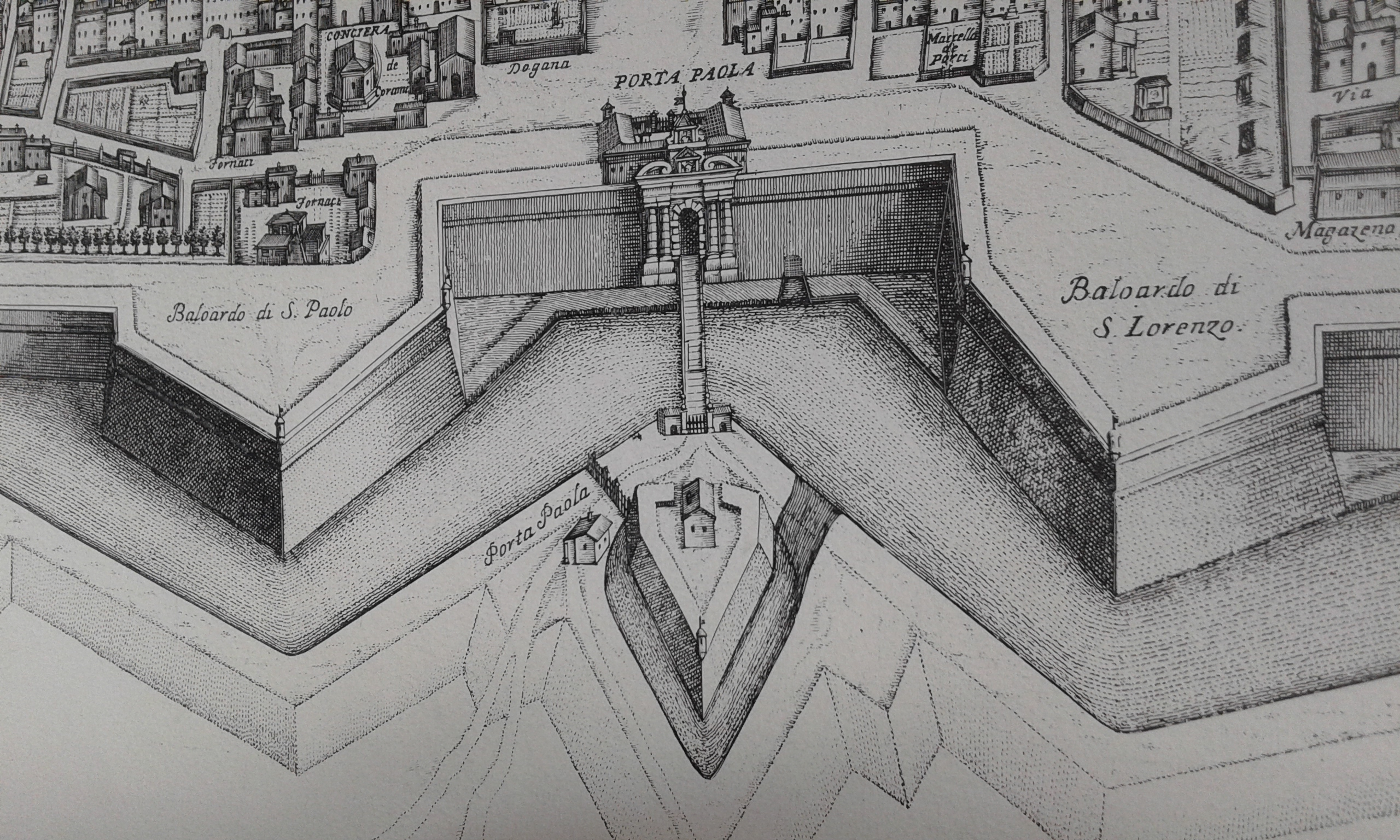
Antica porta Paola nell'incisione di Andrea Bolzoni del 1747.

Ancora attraverso la stessa via giunse a Ferrara nel dicembre 1528 Renata di Francia, la consorte del futuro duca Ercole II d'Este che aveva sposato a Parigi nel mese di aprile di quell'anno.
Fuori dalla porta Paola sin dal 1208 era in uso di appendervi anteriormente un cesto chiuso con all'interno i rei di bestemmie a Dio ed alla Madonna. Questi poi, con una carrucola, erano immersi nelle acque del Po sino a quando non facevano atto di redimersi con l'offerta di cento soldi. Alla stessa pena vennero più tardi sottoposti i colpevoli di corse con i cavalli lungo la via mettendo a rischio la sicurezza dei passanti.
Lungo il corso, quando ancora si chiamava via San Paolo, il conte Giuseppe Scroffa vi fece costruire un teatro che prese il suo nome. Venne inaugurato nel 1692 e fu attivo sino al 1810. A lungo fu il teatro principale di Ferrara, costruito completamente in legno e di notevoli dimensioni, con ampia platea e cinque ordini di palchi, grande palcoscenico e buca per l'orchestra.
Prima della riqualificazione operata a partire dagli anni cinquanta, che portò all'abbattimento di molti edifici, sul lato orientale della strada esisteva la via della Forca, un vicolo cieco laterale che al numero civico 9 ospitava un locale usato come deposito per le strutture del palco che veniva montato in occasione di impiccagioni pubbliche. Il vicolo era anche chiamato del Boia e vicino a questo si trovavano le carceri del tribunale e le prigioni comuni.
Sempre prima dei grandi lavori che modificarono per sempre l'area esistevano nel XX secolo anche due importanti sale cinematografiche famose all'epoca e alla quali si accedeva da corso Porta Reno: l'Apollo e l'Apollino. La prima inaugurata già nel 1921 e la seconda, molto più piccola, nel 1947. Entrambe vennero espropriate dal comune di Ferrara che intendeva allargare il corso e quindi chiusero definitivamente nel 1961.

### Origini del nome
Il nome recente deriva dalla sua relativa vicinanza al Reno, a lungo confine naturale col territorio bolognese. In passato la via o alcuni suoi alcuni suoi tratti sono stati chiamati in diversi modi:
- strada della Gabella, tra i recenti via Carlo Mayr e piazzetta Schiatti. Vi si trovava, durante il periodo pontificio, la dogana per chi entrava.
- strada di San Paolo (o San Polo), perché almeno dal 960 era stata costruita lungo il suo percorso la chiesa di San Paolo, crollata durante il terremoto di Ferrara del 1570 e riscostruita nelle forme che ci sono pervenute a partire dal XVI secolo. Anche il recente terremoto dell'Emilia del 2012 ha danneggiato la struttura rendendola inagibile.[4]

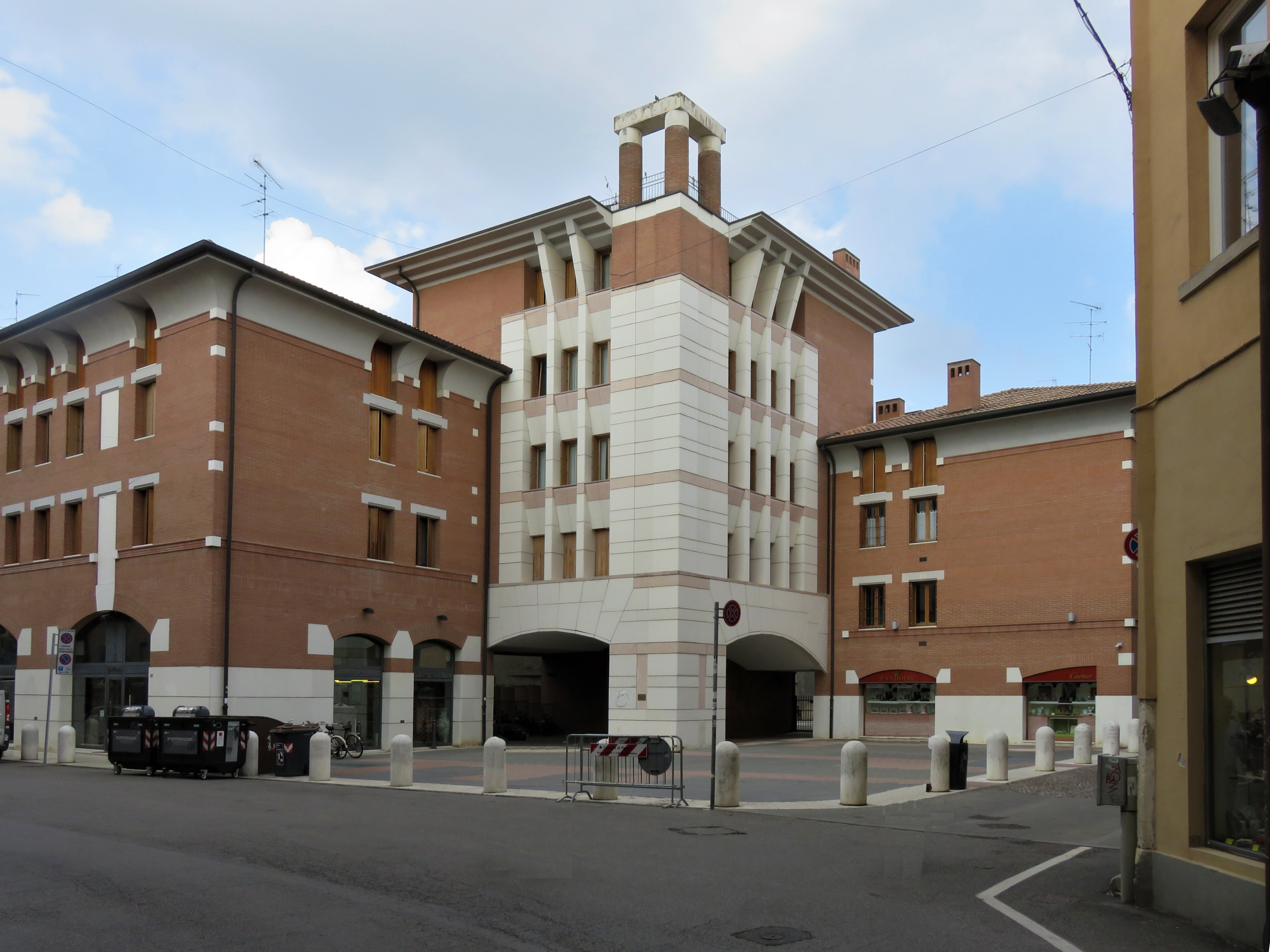
Edifici di costruzione recente sul lato orientale di corso Porta Reno

Lo stesso nome di porta Paula, o porta Paola, può far riferimento a vari momenti del passato, in particolare al periodo immediatamente successivo alla devoluzione di Ferrara. Papa Paolo V fece costruire la nuova porta cittadina in sostituzione dell'antica porta di San Paolo. Con la demolizione di quella venne abbattuta anche la porta di Sant'Agnese, allora parte estrema a sud di quella poi divenuta via delle Scienze.

## Assetto moderno
Dopo la seconda guerra mondiale si procedette con la riqualificazione dell'intero quartiere compreso tra la piazza Trento e Trieste, corso Porta Reno, via Carlo Mayr e via San Romano. All'operazione si pensava da tempo e in parte tutto venne sospeso dagli eventi bellici. Negli ultimi giorni del conflitto l'incendio che distrusse il palazzo della Ragione creò le condizioni per ripensare all'antico progetto e l'operazione che ne seguì venne poi descritta da Carlo Bassi come: “quel progetto demenziale chiamato sventramento di San Romano".

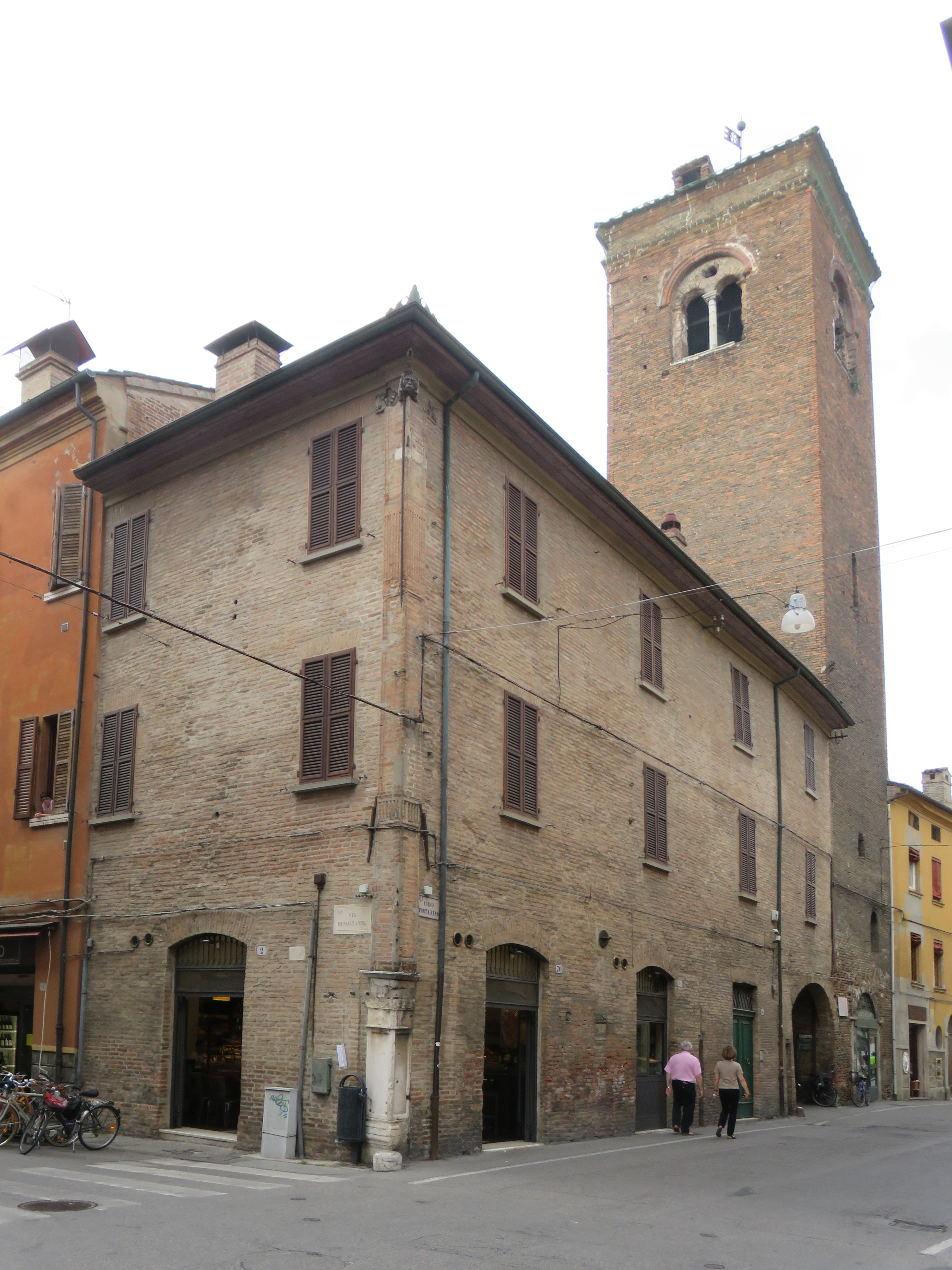
Antico banco dei pegni della Ripa e torre dei Leuti. Accanto alla torre è visibile il volto che immette in via Capo delle Volte.

## Luoghi d'interesse
- Angolo con via Ripagrande. Qui sin dal tempo degli estensi c'era la sede di un banco dei pegni gestito da ebrei, il Banco della Ripa.[6][7] Attorno al 1481, prima che altri ebrei sefarditi giungessero a Ferrara a partire dal 1492, lo stesso Ercole I d'Este intervenne con molti soldati armati per fronteggiare una rivolta del popolo che accusava la famiglia ebraica dei da Riva di aver ucciso un bambino. Attualmente è sede del rinomato Panificio Cappelli.
- Torre dei Leuti. La torre venne edificata attorno al IX secolo e rappresenta quindi uno degli edifici più antichi della città. Il marchese Leonello d'Este nel 1442 la confiscò alla nobile famiglia dei Leuti con proprio decreto e ne fece dono ai frati della vicina chiesa di San Paolo perché divenisse campanile del luogo di culto. Rimane l'unica torre ancora esistente fra le trentadue presenti in città nel XII secolo.[8]
- Volto di accesso a via Capo delle Volte e volto di accesso a via delle Volte, uno di fronte all'altro. Entrambe queste vie, con la più orientale via Coperta, anticamente costituivano un unico asse viario legato al nucleo primitivo dell'insediamento urbano sulla sponda a nord del Po, delimitando con un tratto del suo percorso il limite meridionale del Castrum bizantino del VI secolo.
- Chiesa di San Paolo e piazzetta Alberto Schiatti, dalla quale si accede al chiostro di San Paolo, di fianco alla chiesa e, proseguendo, si arriva alla caratteristica piazzetta Bartolucci.[9]
- Torre dell'orologio. Vi lavorò anche Giovan Battista Aleotti e risale al XVI secolo. Questa torre è il limite a nord del corso, che confluisce in piazza Trento e Trieste. Interessante notare la differenza stilistica tra i due cavalcavia. Quello occidentale è più aderente alle origini medievali della struttura e rivisto durante il ventennio da Carlo Savonuzzi mentre quello orientale risente delle ricostruzioni post belliche che hanno modificato il corso.[10]